# Hermann Schätz
Hermann Schätz (* 10. Dezember 1934 in Traunstein) ist ein deutscher Politiker (SPD).
Schätz war von 1972 an Mitglied des Traunsteiner Kreistags, in welchem er auch Fraktionsvorsitzender war. Er kandidierte 1976 und 1980 für den Bundestag und 1979 für das Europaparlament. Von 1980 bis 1983 war er Bundestagsabgeordneter. 2005 wurde er mit der Georg-von-Vollmar-Medaille ausgezeichnet, der höchsten Auszeichnung der Bayerischen SPD.